# Bahadurganj (Bihar)
Bahadurganj è una città dell'India di 28.224 abitanti, situata nel distretto di Kishanganj, nello stato federato del Bihar. In base al numero di abitanti la città rientra nella classe III (da 20.000 a 49.999 persone).

## Geografia fisica
La città è situata a 26° 16' 0 N e 87° 49' 0 E e ha un'altitudine di 50 m s.l.m..

## Società

### Evoluzione demografica
Al censimento del 2001 la popolazione di Bahadurganj assommava a 28.224 persone, delle quali 14.911 maschi e 13.313 femmine. I bambini di età inferiore o uguale ai sei anni assommavano a 5.863, dei quali 3.018 maschi e 2.845 femmine. Infine, coloro che erano in grado di saper almeno leggere e scrivere erano 9.482, dei quali 6.527 maschi e 2.955 femmine.